# 페르디난트 쇠르너
페르디난트 쇠르너(독일어: Ferdinand Schörner, 1892년 12월 12일 ~ 1973년 12월 10일)은 제1차 세계대전과 제2차 세계대전에서 활약한 독일 군인이다. 그는 주로 독일이 패색이 짙던 전쟁 말기에 활약했으며, 히틀러의 신임을 잃지 않은 몇 안되는 장교중의 하나이다. 전쟁 기간 중 승진한 최후의 독일 국방군 육군 원수다.
종전 이후 소련과 서독에서 각각 전쟁범죄자로 기소되어 모두 유죄 판결을 받고 소련, 동독, 서독을 돌아가며 징역을 살았다.

## 초기 이력
바바리아의 뮌헨에서 태어났다. 고교 졸업시험(아비투어) 합격 후, 지원병으로 유명한 바바리아 연대에 입대하였다가, 후에 로잔 대학에서 철학과 언어학을 공부하였다. 제1차 세계대전에서 사관후보생에 지원했고, 소위로 참전하여 푸르 르 메리테 훈장을 받기도 하였다. 전쟁이 끝난 후에도 군에 남아 참모장교로 재직하면서 나치당에 깊이 관여하였다. 특히 나치당의 사병집단인 무장친위대를 독일 국방군과 비슷한 수준의 전투집단으로 개편하는데 큰 공을 세웠다.

## 제2차 세계대전
쇠르너는 주로 산악병(Gebirgsjäger)을 지휘하였으며 1939년 폴란드 침공에 대령으로서 제98산악연대를 이끌고 참전하여 큰 공을 세웠다. 이 공로로 소장으로 승진하였다.
1941년 4월 발칸 침공에서는 제6산악사단을 지휘하여 그리스군 방위선인 '메타자스 방위선'을 뚫는 공을 세워 철십자장을 받았다. 그는 계속 진격하여 아테네까지 이르렀다. 이 공적으로 '산악병 대장(General der Gebirgstruppe, 한국군의 중장에 해당)'으로 승진하였다.
쇠르너는 핀란드 주둔 독일군 소속으로 6월의 바르바로사 작전에도 참전하였다. 이후 제19산악군단을 이끌고, 연합국의 지원물자가 도착하던 소련의 항구인 무르만스크 공략에 참가하였으나 패퇴하였다. 그는 북극권 작전의 어려움을 일축하면서, "(산악병에게) 북극은 아무것도 아니다"라는 말을 남기기도 하였다.
1943년 11월부터 이후 제40기갑군단을 지휘하였다. 1944년 3월, 그는 히틀러에게 후퇴를 청원했다 파면당한 에발트 폰 클라이스트를 이어 A집단군의 사령관이 되었다. 그는 크림반도의 소련군 공세를 막았지만 역부족이었고, 후퇴를 금지한 히틀러를 설득하여 흑해를 통해 루마니아로 후퇴하려 하였으나, 배가 너무 늦어 큰 피해를 입었다. 이후 쇠르너는 후퇴한 루마니아에서 드네프르강을 넘어 쇄도하는 소련군을 방어하여 전선을 안정화시켰다.
쇠르너는 1944년 4월 상급대장(Generaloberst, 한국군의 대장에 해당)으로 승진하였고, 7월에 북부집단군(후에 쿠를란트 집단군) 사령관직을 맡아 1945년 1월까지 역임하였다. 1945년 1월에 중앙집단군 사령관직을 맡았고, 체코슬로바키아와 오데르강의 상류 지역을 방어하였다.
그는 다른 독일 국방군 고위 지휘관들과는 달리, 나치당의 고위 인사들의 신임을 받고 있었고, 괴벨스는 1945년 3월과 4월에 쓴 일기에서 쇠르너의 역량을 높이 평가하였다. 소련군이 베를린에 육박하자, 히틀러는 자살하였고, 유언장에서 쇠르너를 원수로 승진시키고 독일 육군 최고사령관으로 임명하였다. 그러나 그는 이후에 벌어진 독일의 항복에서 육군 최고사령관으로서 영향력을 거의 행사할 수 없었다.
쇠르너는 중앙집단군을 서쪽으로 후퇴시켜 미군에게 항복하려고 했으나, 여의치 않았다. 쇠르너는 개인적으로 소련군에게 체포될 것을 두려워하여 중앙집단군의 사령관직을 부하에게 위임하고 부대를 이탈하여 오스트리아로 도망쳤다. 그러나 이곳에서 쇠르너는 미군에 체포되었고, 남겨진 중앙집단군은 소련군의 프라하 공세에 저항하였으나, 1945년 5월 11일 항복하였다. 이 부대는 최후로 항복한 독일군 부대였으며, 소모되어 사단 규모까지 부대가 축소되어 있었다.

## 전후
미군에 의해 동부전선의 전쟁포로로 소련에 넘겨졌고, 포로 생활을 하다가 1951년에는 전쟁범죄 혐의로 기소되었다. 1952년 2월 소련 대법원은 쇠르너에게 25년형을 선고하였다. 그러나 소련 공산당 정치국 특사로 12년으로 감형되었고, 동독에 넘겨졌다. 동독에서 남은 기간을 복역하다가 석방되어 1958년 서독으로 왔다.
서독에서도 그는 탈영혐의를 받은 독일군 병사들을 즉결처분한 일로 기소되어 4년형을 받았고, 만기로 출소하여 1963년 석방되었다. 이후 은둔 생활을 하였다. 그는 최후까지 생존한 독일 국방군 육군 야전원수였다.

## 평가
쇠르너는 대체로 똥별의 칭호가 아깝지 않은 평가를 받고 있다. 그는 전쟁 막바지에 전선의 후방에 있는 모든 병사들을 탈영혐의로 즉결처분하라는 구두 명령을 내렸기 때문에 전후에 독일군 참전자들에게 크게 비난의 대상이 되었다.
그의 부하였던 고틀롭 비더만의 회고록에 의하면 쇠르너는 당시에도 모든 부하들에게 경멸을 받고 있었다고 한다. 또한 쇠르너는 부하들에게 칭찬은 매우 인색한 반면 질책은 엄했다고 한다.
또한 쇠르너가 미군에 체포될 당시 그는 비전투원의 의상을 착용하고 있었는데, 이는 그가 얼마전까지 즉결처분으로 다스리던 행위였다.
이런 반면 쇠르너는 히틀러와 나치당에 대한 변함없는 충성으로 이들의 신임을 받고 있었다. 쇠르너는 독일의 몰락이 임박한 최후까지도 히틀러의 의도에 충실히 따라 부하들을 희생시키는데 주저함이 없었다.